# El Gantour
El Gantour (àrab الڭنطور) és una comuna rural de la província de Youssoufia de la regió de Marràqueix-Safi. Segons el cens de 2014 tenia una població total de 18.544 persones.